# أورلاندو لويس باردو لازو
أورلاندو لويس باردو لازو هو صحفي وكاتب كوبي، ولد في 1971 في هافانا في كوبا.